# Pålgrunden
Pålgrunden är en fyr i Vänern. Fyren står i öppet vatten mellan  Värmlandsnäs och Kållandsö.
Fyren är ett betongtorn som står på grundet Pålgrunden, den byggdes år 1958. Fyren leder sjöfarten från västra Vänern (Dalbosjön) in till farleden förbi Lurö mot Värmlandssjön och farleden utanför Ekens skärgård mot Kinneviken.

## Väderstation
På Pålgrunden finns en av SMHI:s väderstationer. Vindobservationer från denna station omnämns i den svenska Sjörapporten.